# 诺奥卡特区
诺奥卡特区(Nookat)是吉尔吉斯斯坦西南州份奧什州下辖的一个区。该区面积为3,179平方（1,227平方英里），2009年常住人口为236,455人。该区治所位于诺奥卡特。